# Cathédrale Notre-Dame-et-Saint-Vaast d'Arras
Pour les articles homonymes, voir Église Saint-Vaast.
La cathédrale Notre-Dame-et-Saint-Vaast d'Arras est une église catholique située à Arras (Pas-de-Calais, Hauts-de-France). C'est l'église cathédrale du diocèse d'Arras. 
Elle est édifiée à partir de 1778 en tant qu’église abbatiale de l'abbaye Saint-Vaast et devient cathédrale en 1804, en remplacement de l'ancienne cathédrale Notre-Dame-en-Cité d'Arras, la grande cathédrale gothique de l'ouest de la vieille ville qui avait été détruite pendant la Révolution française.
C'est un édifice de style classique dessiné par l'architecte Pierre Contant d'Ivry, connu pour avoir également été le maître-d'œuvre de l'église de la Madeleine à Paris.
Le recteur de la cathédrale est le père Pierre Marie Leroy.

## Histoire
Elle porte le nom de Notre-Dame et saint Vaast, premier évêque et saint patron d'Arras.

### Une église abbatiale reconstruite auXVIIIesiècle
L'actuelle cathédrale est en fait l'ancienne église abbatiale de l'abbaye Saint-Vaast, une grande abbaye urbaine dont les origines remontent au VIIe siècle. Au Moyen Âge, Arras était la plus grande ville de la riche province d'Artois. Parmi les nombreuses églises gothiques qui parsemaient Arras, les deux plus importantes étaient l'abbatiale Saint-Vaast située au cœur de la ville et l'ancienne cathédrale Notre-Dame-en-Cité, grande cathédrale gothique aujourd'hui totalement disparue qui était située dans le quartier de la Cité, à l'ouest de la vieille ville. Ces deux grandes églises qui dominaient la ville se faisaient une perpétuelle concurrence architecturale, malgré le fait que l'ancienne cathédrale était la plus importante.
L'abbaye est entièrement reconstruite à partir de 1745 dans le style classique à la mode à cette époque, y compris l'église abbatiale, ce qui en fait un ensemble monumental parmi les plus vastes entrepris au XVIIIe siècle en France. Les travaux de l'église ne commencent réellement que vers 1766 selon le plan de Pierre Contant d'Ivry, qui reprend pour Arras les grandes lignes du plan de l'église de la Madeleine de Paris. Ils cessent en 1792, sous la Révolution, lorsque les moines sont contraints de quitter leur abbaye.
L'église est à cette période couverte dans sa totalité mais non voûtée, sauf le transept nord. L'abbaye et son église déclarées bien national sont alors occupées par l'armée qui y installe un hôpital, ce qui préserve l'édifice. En 1802, le nouvel évêque concordataire, Hugues de La Tour d'Auvergne, cherche une église pour en faire sa cathédrale. L'ancienne cathédrale Notre-Dame-en-Cité ayant été très endommagée par les spéculateurs de matériaux n'étant plus utilisable, ses ruines sont rasés à partir de 1804 sur ordre de Napoléon.

### L'église abbatiale devient cathédrale auXIXesiècle
En 1804, l'empereur attribue l'église de l'ancienne abbaye Saint-Vaast au diocèse pour servir de cathédrale. En 1806, François Verly, architecte impérial, est nommé pour achever l'édifice. Après plusieurs projets devant modifier le caractère du bâtiment, le ministre des Cultes décide en 1812 de la faire achever selon le plan initial de Contant d'Ivry. Les travaux commencent effectivement en avril 1815.
Le roi Charles X visite le chantier. Fier de sa cathédrale, Hugues de La Tour d'Auvergne-Lauraguais déclare qu'il s'agit d'une « production toute moderne, mais riche de l'élégance, de la grâce et de l'harmonie de la Grèce antique ». Les travaux sont interrompus en 1833, pour des raisons budgétaires. La chapelle de la Vierge est cependant achevée et inaugurée en 1848. Plusieurs projets de tours sont établis, mais aucun n'aboutit. En 1870, il est finalement décidé de ne pas construire de tour. L'humidité du sol a joué dans cette décision.

### La cathédrale d'Arras dévastée pendant la Grande Guerre
La Première Guerre mondiale cause d'énormes dommages au sanctuaire, qui est en partie détruit en 1915. Les travaux de restauration, entrepris en 1920 par l'architecte en chef des monuments historiques Pierre Paquet, durent quatorze ans. L'ensemble des voûtes et de la charpente est reconstruit en béton armé, sans changer l'aspect intérieur de la cathédrale.
La décoration est refaite dans un style néoclassique plus sobre que l'original (murs blancs, statuaire issue partiellement de l'église Sainte-Geneviève de Paris, devenue entre-temps le Panthéon). Cependant, la chapelle axiale conserve encore aujourd'hui son aspect originel.
La cathédrale est rendue au culte le 14 mai 1934. L'inauguration a lieu la veille en la présence du maréchal Philippe Pétain et de l'évêque Henri-Édouard Dutoit.

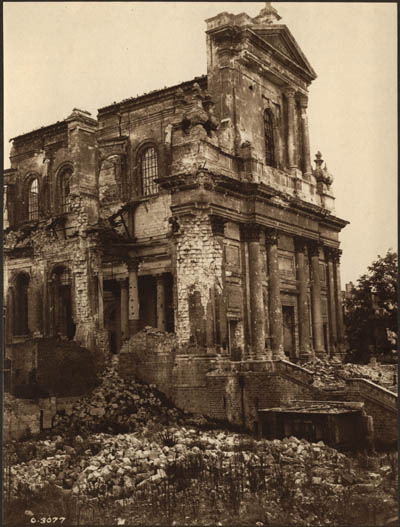
La façade principale et la cathédrale en ruine (1918).
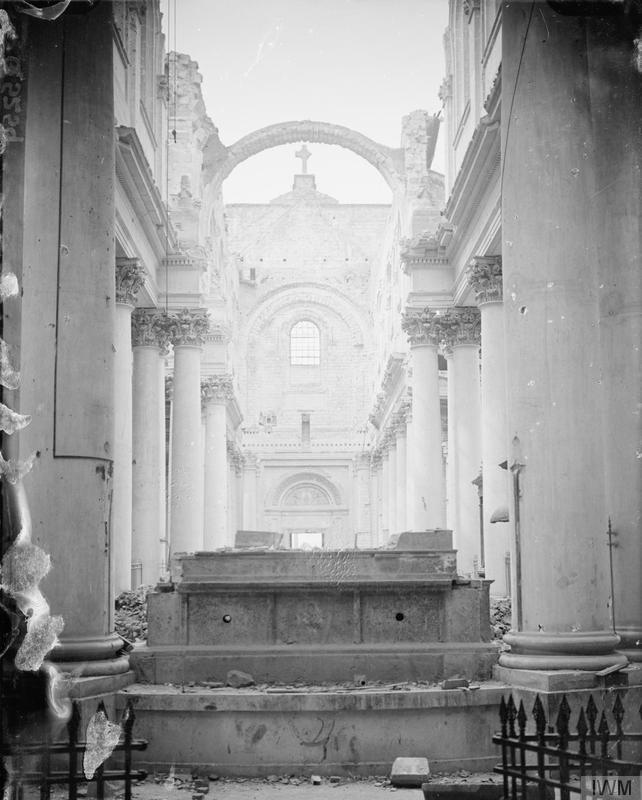
Ruines en 1917.
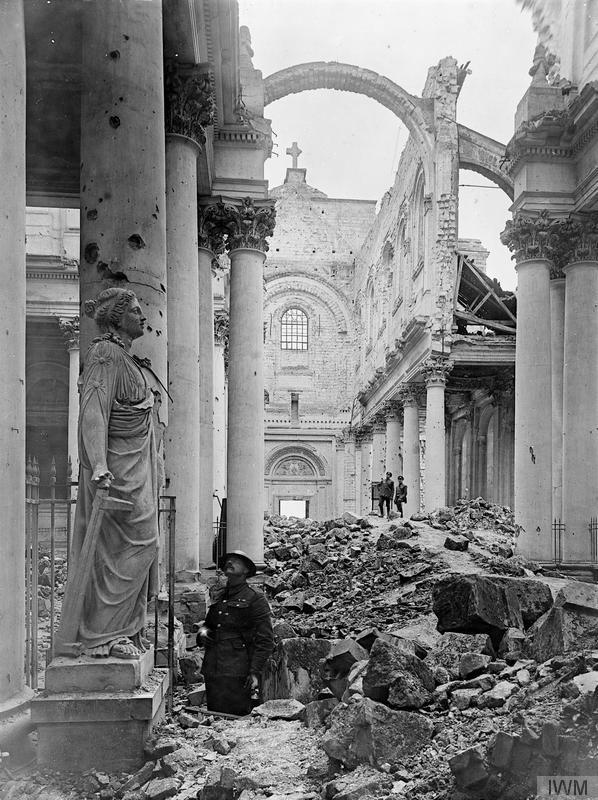
Ruines en 1918.
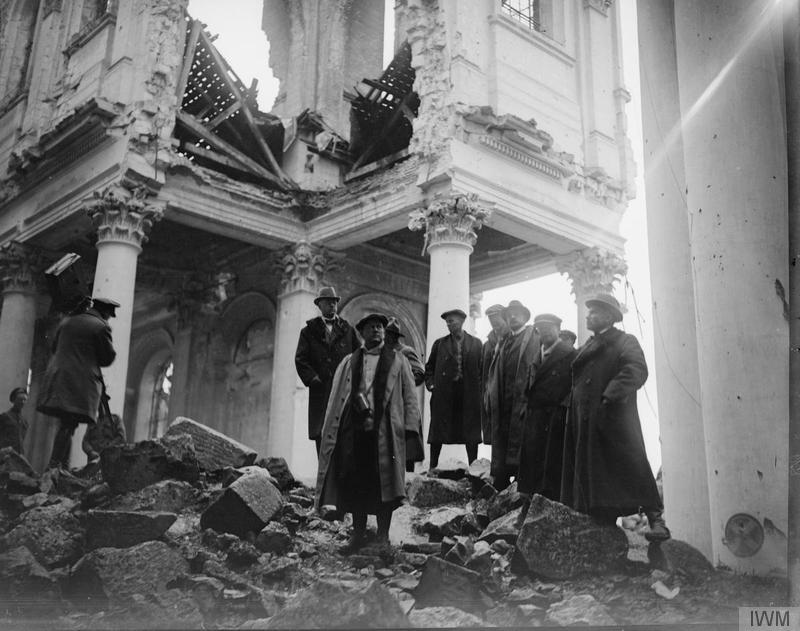
Ruines en 1918.

Le 19 mai 1944, un obus cause de nouveaux dégâts, rapidement réparés.

## Plan et élévation

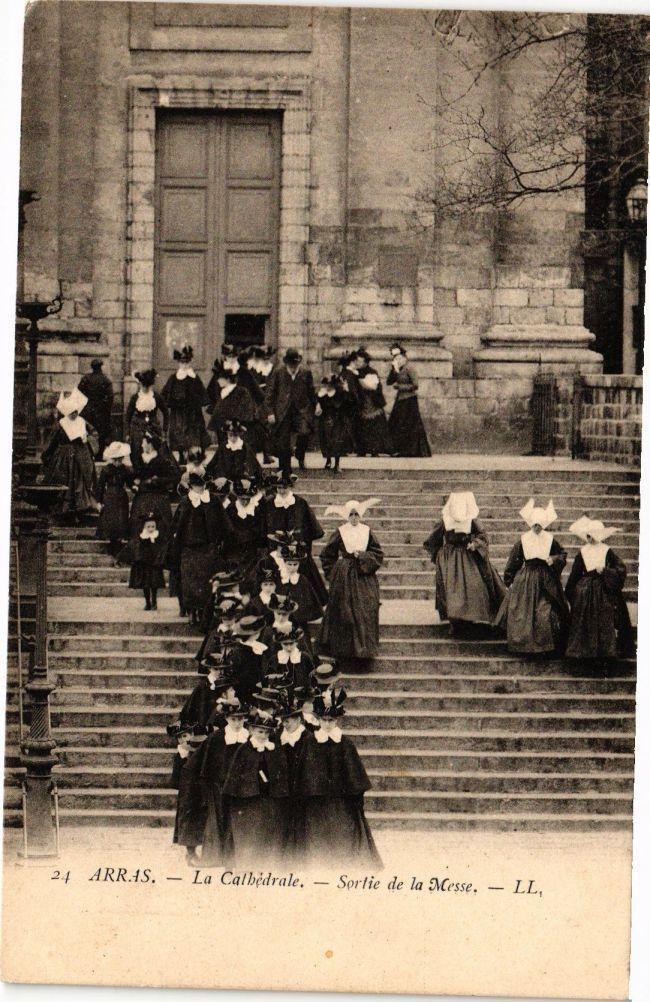
Sortie de messe avec les élèves du pensionnat des Filles de la Charité, vers 1905.

L'église est construite selon un plan traditionnel en forme de croix latine, formant un vaisseau de 102 mètres de long, qui se compose d'une nef (26 mètres de largeur en comptant les collatéraux) formée de six travées, d'un transept puis d'un chœur qui se compose de quatre travées. Elle est suffisamment vaste pour pouvoir accueillir, à l'origine, tous les moines de l'abbaye. Cet ensemble est flanqué de collatéraux en bas-côtés séparés par de colossales mais douces colonnes corinthiennes, qui constituent l'unique support d'un grand entablement saillant faisant tout le tour de l'édifice à mi-hauteur du vaisseau. Cet entablement supporte à son tour une très haute claire-voie percée de grandes fenêtres qui, ajoutées aux fenêtres des collatéraux, fournissent une grande luminosité à l’édifice.

## Dimensions
- longueur totale de l'édifice :  116 m
- longueur du transept : 56 m
- largeur du transept : 28 m
- largeur de la nef : 28 m
- largeur du chœur : 28 m
- hauteur sous voûte : 32 m
- hauteur de la coupole à la croisée du transept : 38 m[3].

## Description

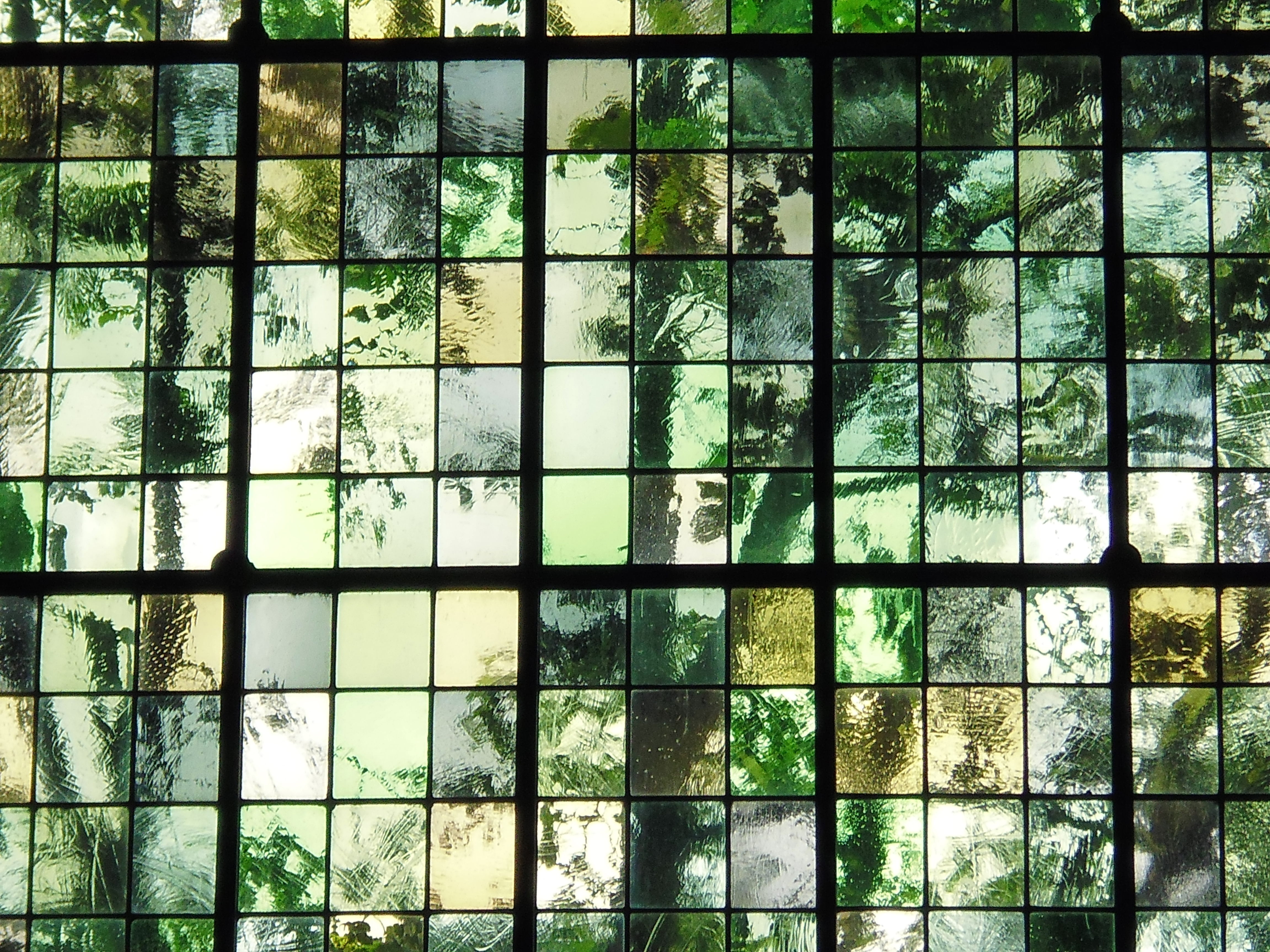
Détail d'une verrière.

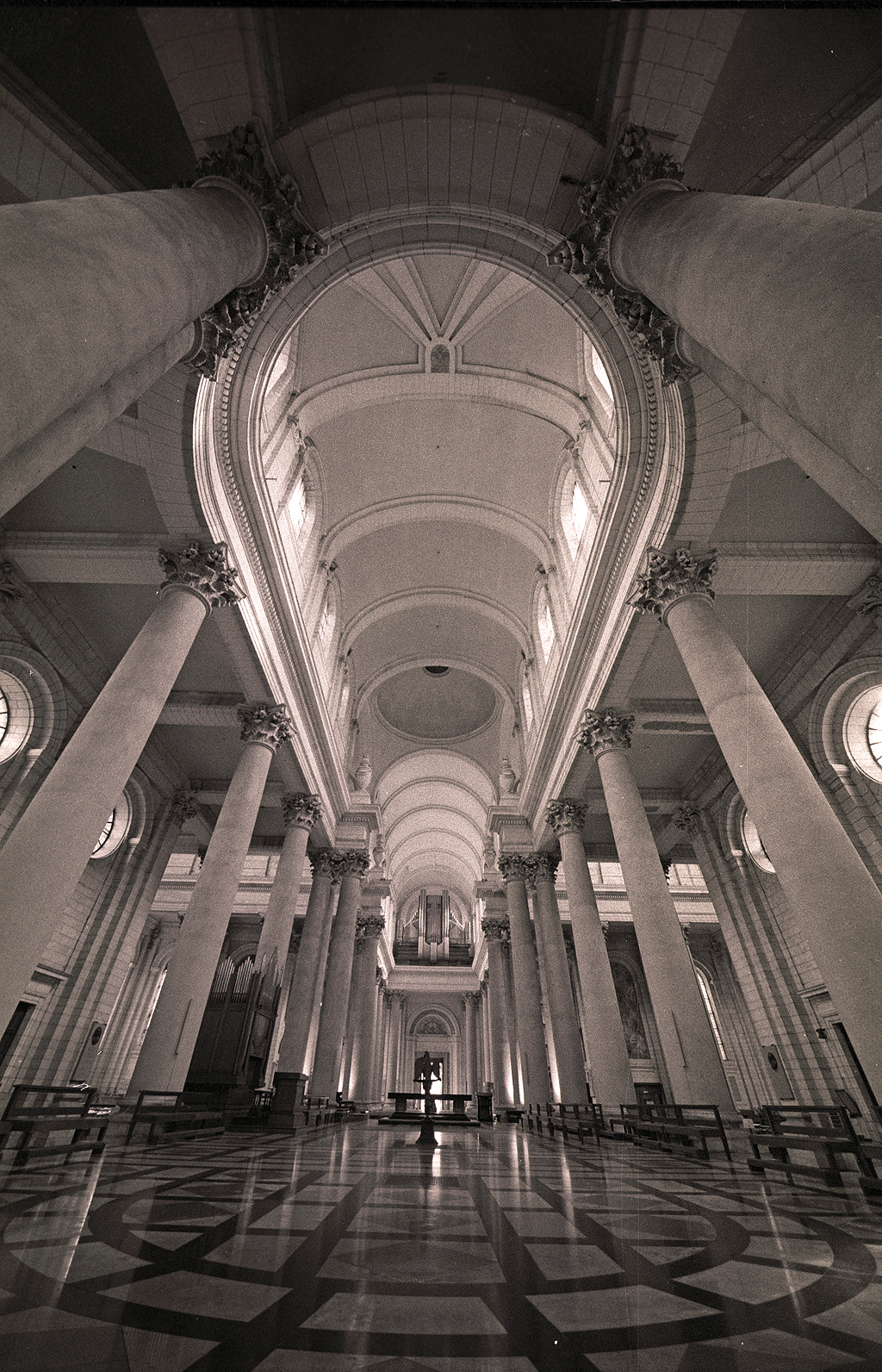
Vue de l'intérieur depuis le chœur.

De style classique, la cathédrale est dédiée à la Vierge Marie et à saint Vaast.
En verre blanc, les vitraux favorisent la luminosité de l'intérieur de l'édifice. L'ensemble est voûté, les vaisseaux centraux (nef, transept et chœur) en pseudo-coupoles sur des arcs doubleaux, portant la hauteur des voûtes à 32 mètres. Le chœur est séparé de la nef par une petite coupole sur pendentifs, marquant la croisée du transept. Un haut dôme éclairé était prévu à cet endroit, expliquant le triplement des colonnes devant le supporter autour de la croisée, mais il ne fut pas construit. Les bas-côtés de la nef sont couverts en berceau. Le déambulatoire est percé d'oculi.
Chose remarquable pour cette époque et pour l'architecture classique, à l'extérieur de l'édifice les voûtes sont maintenues par tout un réseau de grands arcs boutants parfaitement apparents. Ce qui signifie que toute la structure de l'édifice, notamment la légèreté des voûtes et l'ouverture de la claire voie, sont en fait de conception gothique, alors même que l'art gothique est si souvent considéré comme décrié voire méprisé au siècle des Lumières.
Cela a permis d’évider les murs et baigner véritablement de lumière l'intérieur du vaisseau. Cette église est en fait un des rares manifestes à cette échelle en France des concepts architecturaux et esthétiques en vogue dans la seconde moitié du XVIIIe siècle qui avaient été énoncés par Soufflot : associer la lumière et la légèreté du gothique avec l'esthétique classique issue de l'Antiquité grecque, soit une évolution et une francisation achevée de l'art classique après l'introduction de celui-ci à la Renaissance.
Le chœur est éclairé par des vitraux, où l'on peut reconnaître les armes du cardinal de la Tour-d'Auvergne, premier évêque d'Arras après la Révolution, ou encore celles de Dom Vigor de Briois, abbé de Saint-Vaast entre 1749 et 1780.

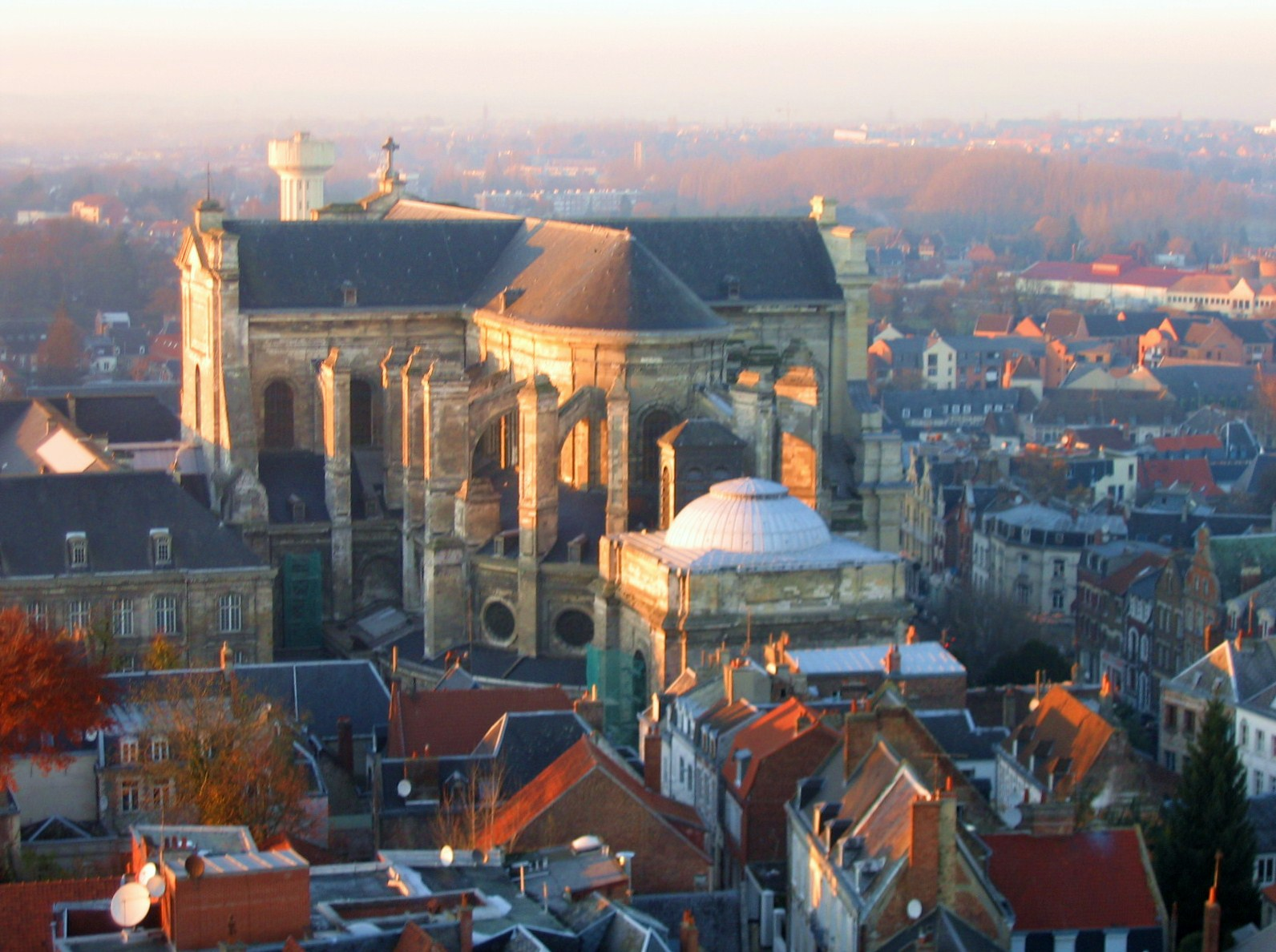
Vue du chevet, avec les arcs boutants soutenant les voûtes.

Un très haut clocher unique était prévu à l'origine, à l’arrière du chevet, abritant à sa base la chapelle axiale à l’arrière du cœur, selon une configuration assez fréquente dans l'architecture religieuse du XVIIIe siècle, mais seule fut construite la base de ce clocher, juste de quoi abriter la chapelle axiale, la chapelle de la Vierge, qui est couverte d'une petite coupole. Les cloches sont donc situées dans un édicule posé sur le narthex de la chapelle, entre le déambulatoire et celle-ci.
L'énorme façade extérieure présente la superposition de deux ordres corinthiens et un fronton triangulaire. Elle paraît simple et austère, un péristyle y était prévu à l'origine. Selon les documents des archives diocésaines et ceux des archives départementales, la façade occidentale était terminée lorsque Napoléon décida que l'église abbatiale deviendra la cathédrale du diocèse. L'architecte François Verly nommé par le préfet pour achever l'édifice a proposé de modifier cette façade. Il a fait plusieurs projets qui seront rejetés par le conseil aux bâtiments du ministère. La façade est donc restée telle qu'elle fut construite avant 1792.

Vues du comble
La coupole, un voile de béton mince) de la croisée du transept.
Vue du chœur et de l'abside. Les fermes en béton armé sont composées de deux arbalétriers, d'un entrait, d'un entrait retroussé et d'un poinçon.
Vue d'un des bras du transept. On aperçoit l'extrados des arcs doubleaux en pierre de taille entre les voûtes en voile mince.

## Orgues

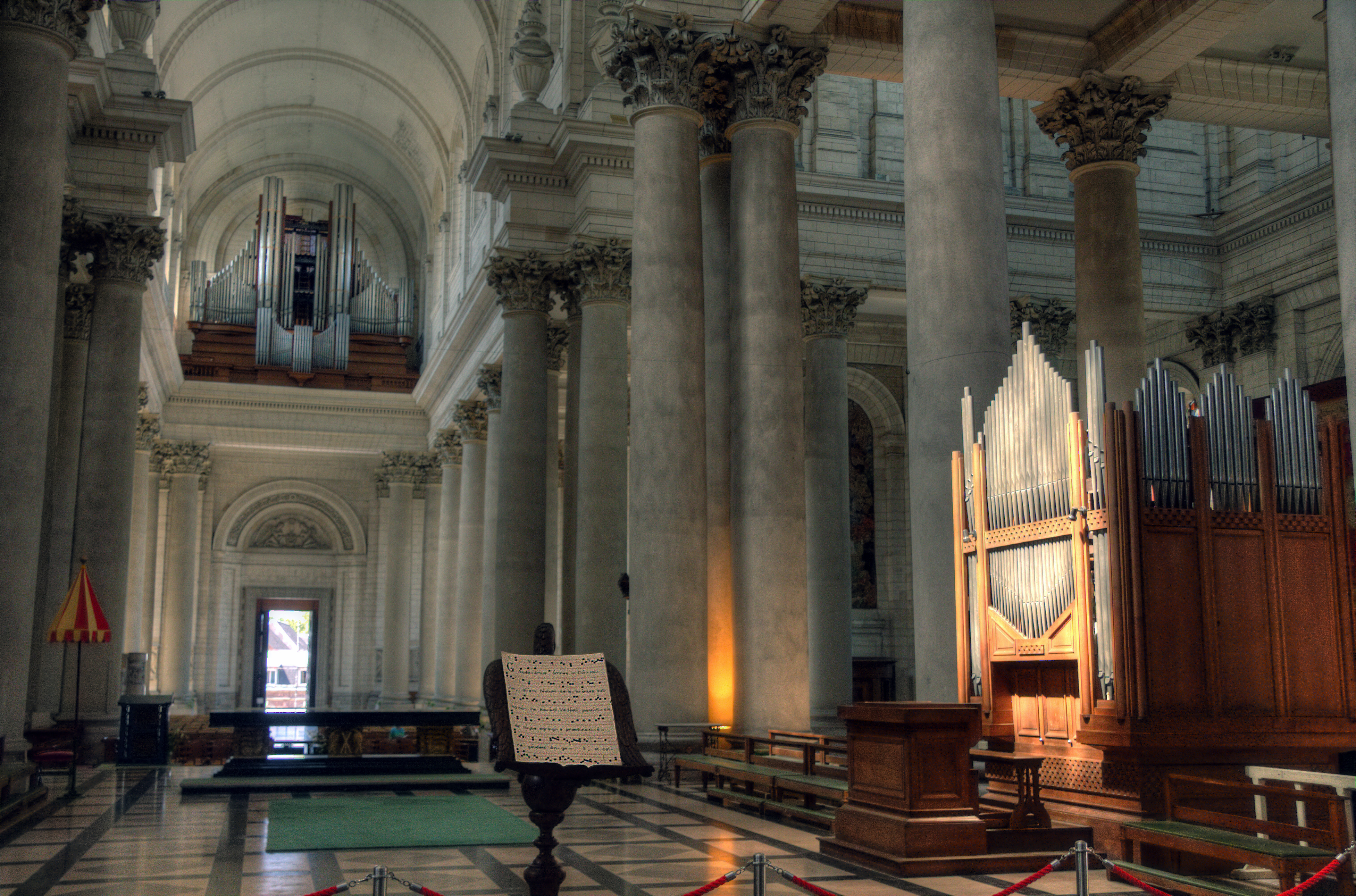
Les deux orgues de la cathédrale.

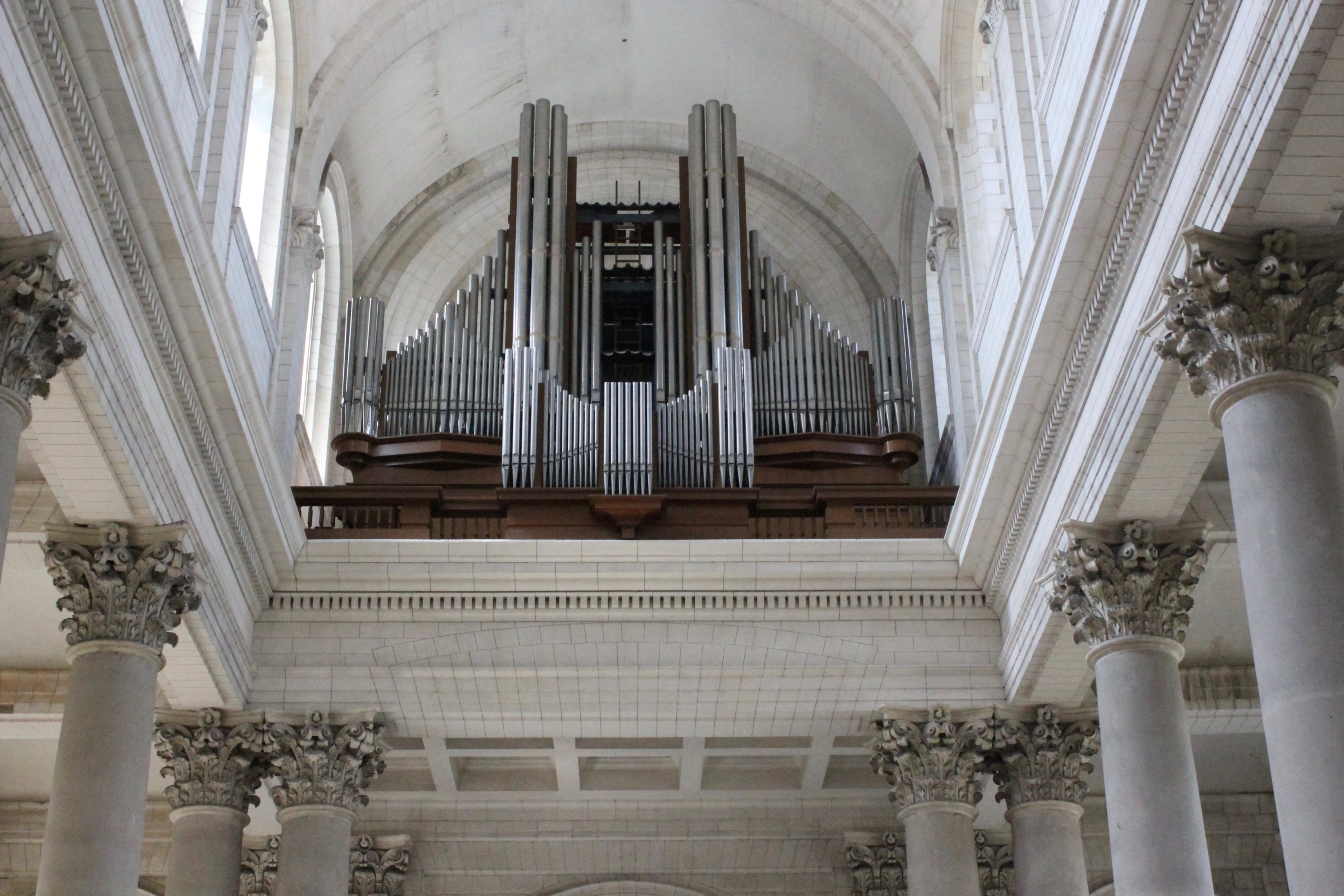
L'orgue de tribune.

Le grand orgue de la tribune, qui compte 76 jeux sur quatre claviers, est sorti des ateliers de la maison Roethinger de Strasbourg en 1937. Son montage débute en 1938 mais est interrompu par la guerre et le matériel non installé est entreposé dans les caves de cathédrale lors de la Seconde Guerre mondiale, ce qui l'endommage fatalement. André Roethinger reprend son installation en 1960 pour l'achever en 1962,.
L'instrument est actuellement en ruines : les vitraux ayant été supprimés, des chutes d'eau ont endommagé les sommiers, les tuyaux de bois ainsi que la transmission.
Composition
| I - Positif 61 notes |
| Montre 8'            |
| Bourdon 8'           |
| Flûte creuse 8'      |
| Salicional 8'        |
| Prestant 4'          |
| Flûte douce 4'       |
| Nazard 2 2/3'        |
| Quarte 2'            |
| Tierce 1 3/5'        |
| Plein-Jeu IV         |
| Cymbale IV           |
| Trompette 8'         |
| Cromorne 8'          |
| Clairon 4'           |

| II - Grand-Orgue 61 notes |
| Montre 16'                |
| Bourdon 16'               |
| Montre 8'                 |
| Bourdon 8'                |
| Flûte harmonique 8'       |
| Prestant 4'               |
| Grosse Tierce 3 1/5'      |
| Nazard 2 2/3'             |
| Doublette 2'              |
| Quarte 2'                 |
| Tierce 1 3/5'             |
| Plein-Jeu IV-VI           |
| Cymbale IV                |
| Bombarde 16'              |
| Trompette 8'              |
| Clairon 4'                |

| III - Récit 61 notes |
| Quintaton 16'        |
| Diapason 8'          |
| Flûte traversière 8' |
| Gambe 8'             |
| Voix céleste 8'      |
| Prestant 4'          |
| Flûte triangle 4'    |
| Doublette 2'         |
| Plein-Jeu IV         |
| Cymbale IV           |
| Cornet V             |
| Bombarde 16'         |
| Trompette 8'         |
| Basson-Hautbois 8'   |
| Voix humaine 8'      |
| Clairon 4'           |

| IV - Solo 61 notes |
| Bourdon 16'        |
| Grand Principal 8' |
| Quintaton 8'       |
| Prestant 4'        |
| Doublette 2'       |
| Plein-Jeu IV       |
| Cornet III-V       |
| Bombarde 16'       |
| Trompette 8'       |
| Clairon 4'         |

| Pédale 32 notes       |
| Principal 32'         |
| Principal 16'         |
| Grosse Flûte 16'      |
| Soubasse 16'          |
| Grosse Quinte 10 2/3' |
| Principal 8'          |
| Flûte 8'              |
| Bourdon 8'            |
| Principal 4'          |
| Grosse Flûte 4'       |
| Doublette 2'          |
| Grosse Fourniture VI  |
| Sesquialtera II       |
| Bombarde 32'          |
| Bombarde 16'          |
| Basson 16'            |
| Trompette 8'          |
| Clairon 4'            |

Les tuyaux de façade s'affaissent, des cadavres de volatiles sont disséminés dans l'instrument et des insectes ravageurs ont attaqué le bois. Sa restauration, qui ne semblait pas être à l'ordre du jour, est attribuée à la suite d'un appel d'offres de la DRAC Hauts-de-France à l'entreprise PLET de Troyes en 2021. Trois ans de travaux sont prévus.
L'orgue de chœur a été repris puis installé par Victor Gonzalez. Il est en bon état et composé comme suit :
- Grand-Orgue ( C–g3 ) : Montre 8', Salicional 8', Flûte harmonique 8', Prestant 4', Plein-Jeu
- Récit expressif ( C–g3 ) : Bourdon 8', Gambe 8', Voix céleste 8', Flûte 4', Nasard 2' 2/3, Doublette 2', Tierce 1' 3/5, Trompette 8'
- Pédale ( C–f1 ) : Soubasse 16, Bourdon 8', Flûte 4'
- Tirasses GO et Récit. Accouplement Rec/GO en 16, Rec/GO en 8. Appels Anche Récit et Mixtures.

## Œuvres

### Sculptures
- Maître-autel réalisé par Georges Saupique : il s'agit d'une large table de granit noir du Labrador reposant sur trois piliers en bronze doré. Ces derniers sont ornés de sculptures inspirées de l'art paléochrétien (Les Colombes, La Transfiguration, L'Agneau ou encore Les Trois Agneaux)[3].
- Autel du Calvaire, situé dans le bras nord du transept, réalisé par Henri Bouchard (1875-1960) en pierre Comblanchien[3].
- Fonts baptismaux, avec une cuve en marbre de pierre Comblanchien réalisée par Marcel Gaumont ; elle figure le baptême de Jésus par Jean-Baptiste. Dans le même matériau, le sculpteur a aussi réalisé la chaire à prêcher[3].

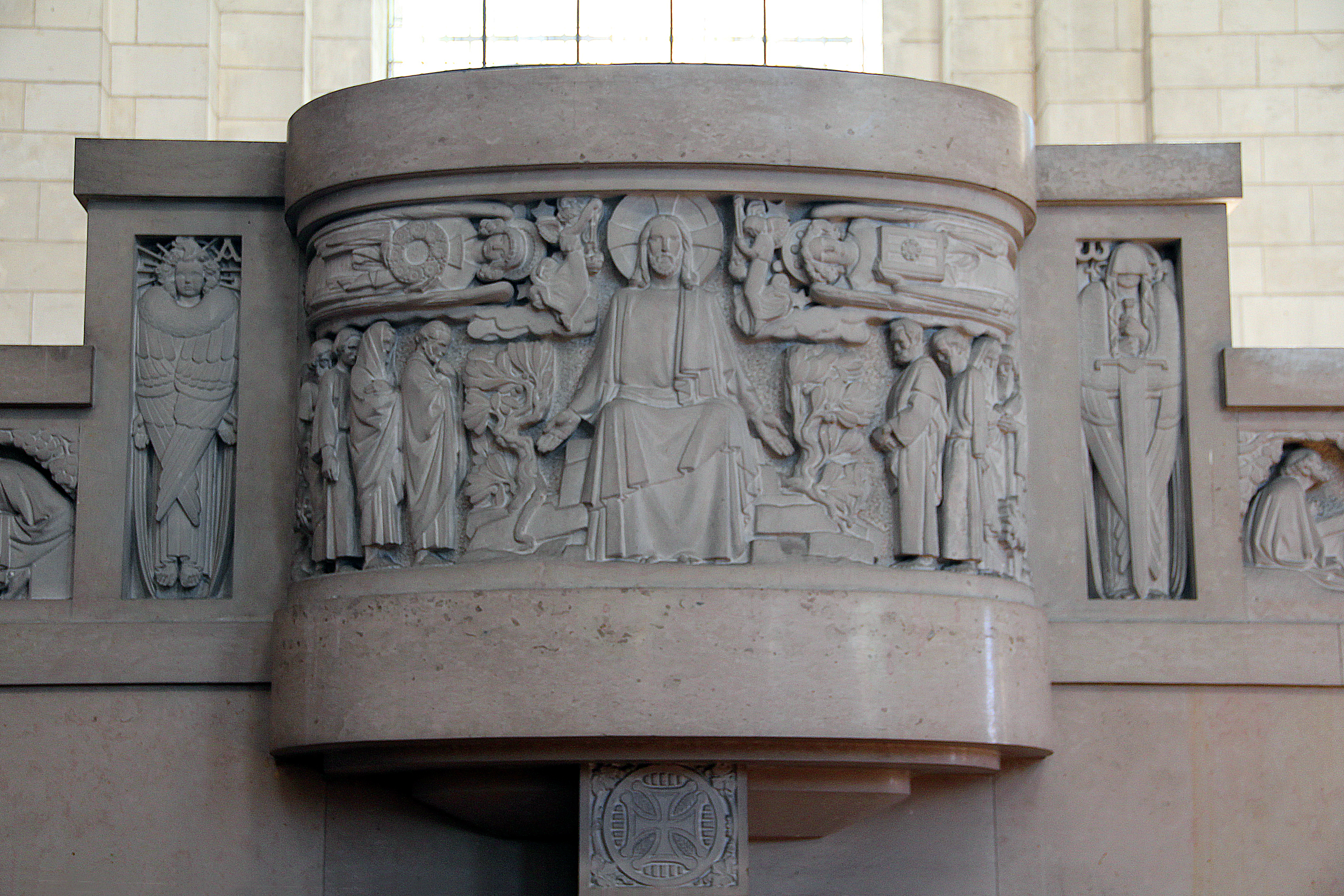
La chaire.
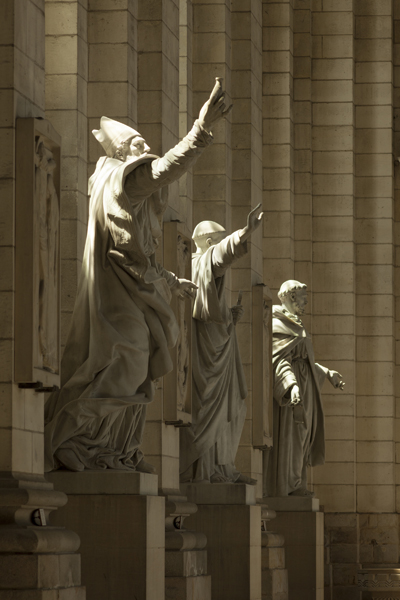
Trois statues de saints.
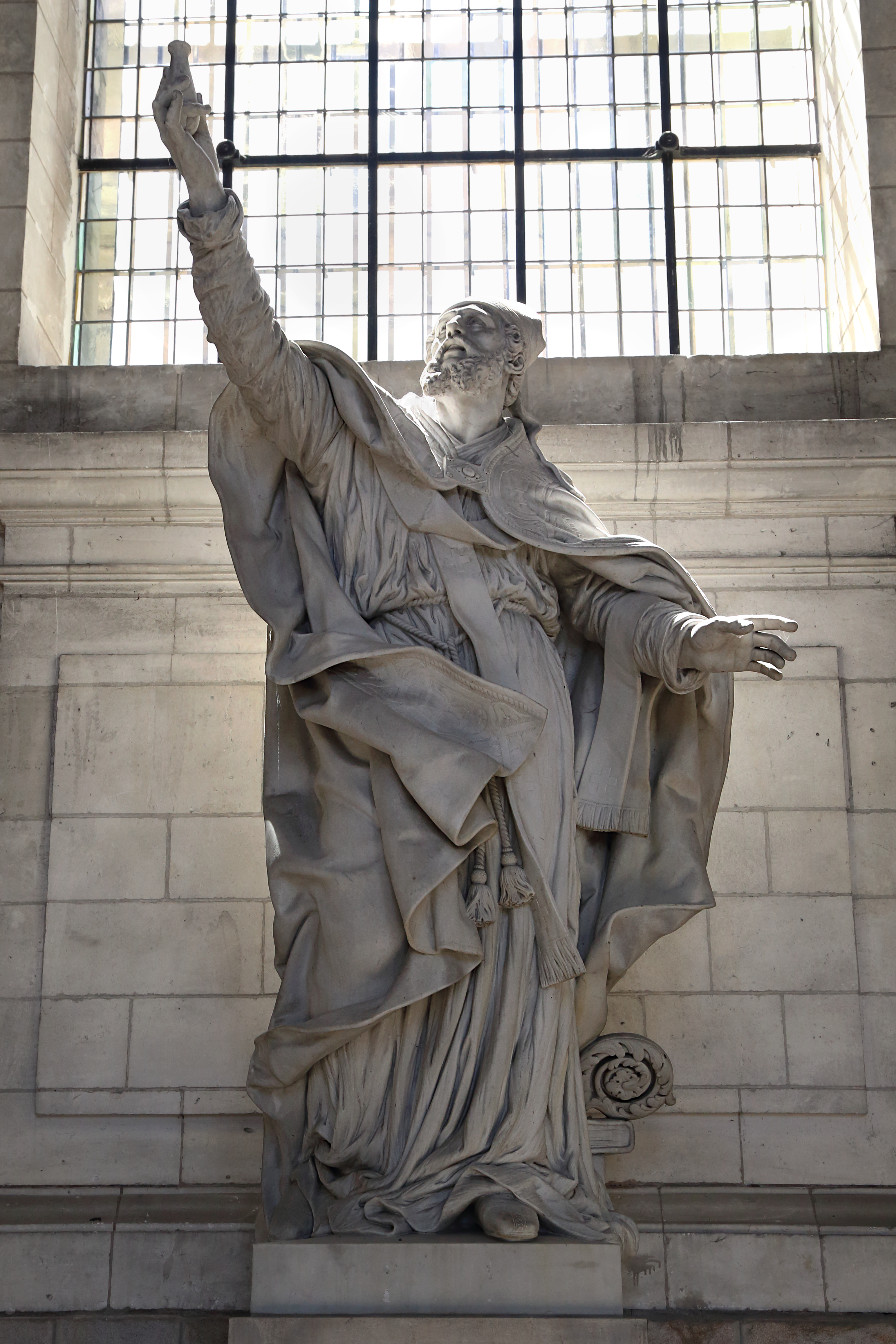
Statue de saint Rémi.
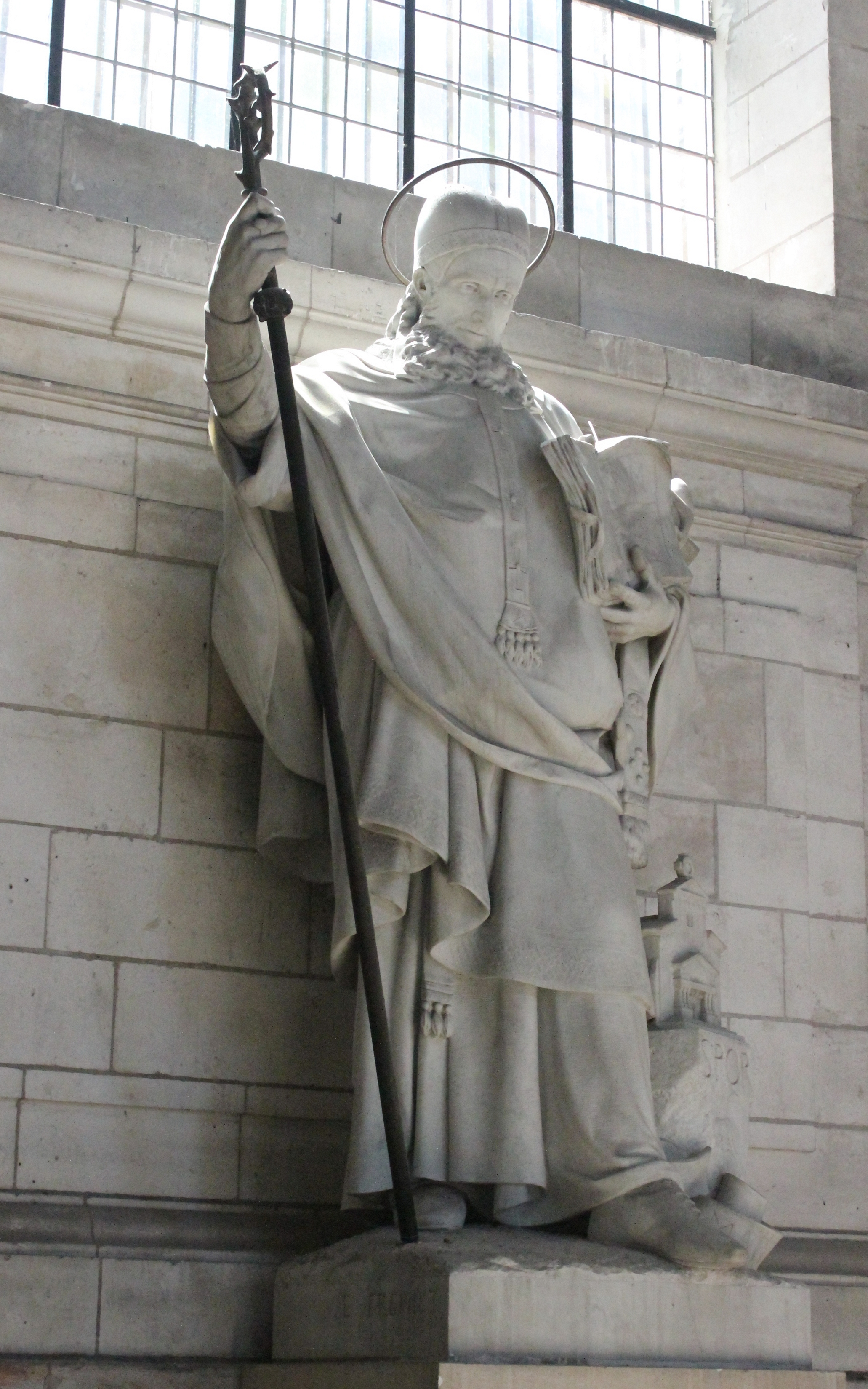
Statue de saint Grégoire.
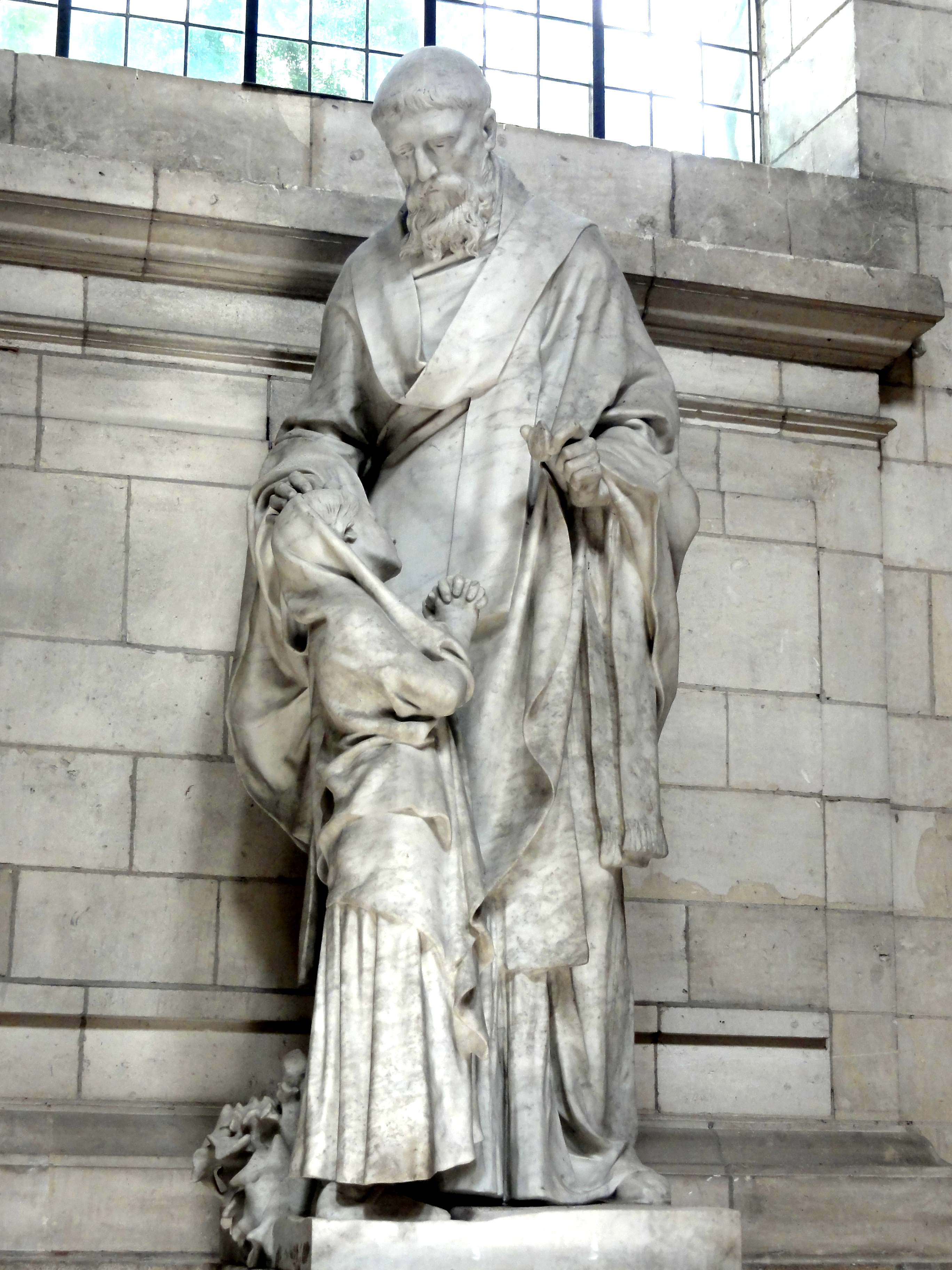
Statues de saint Germain et sainte Geneviève.
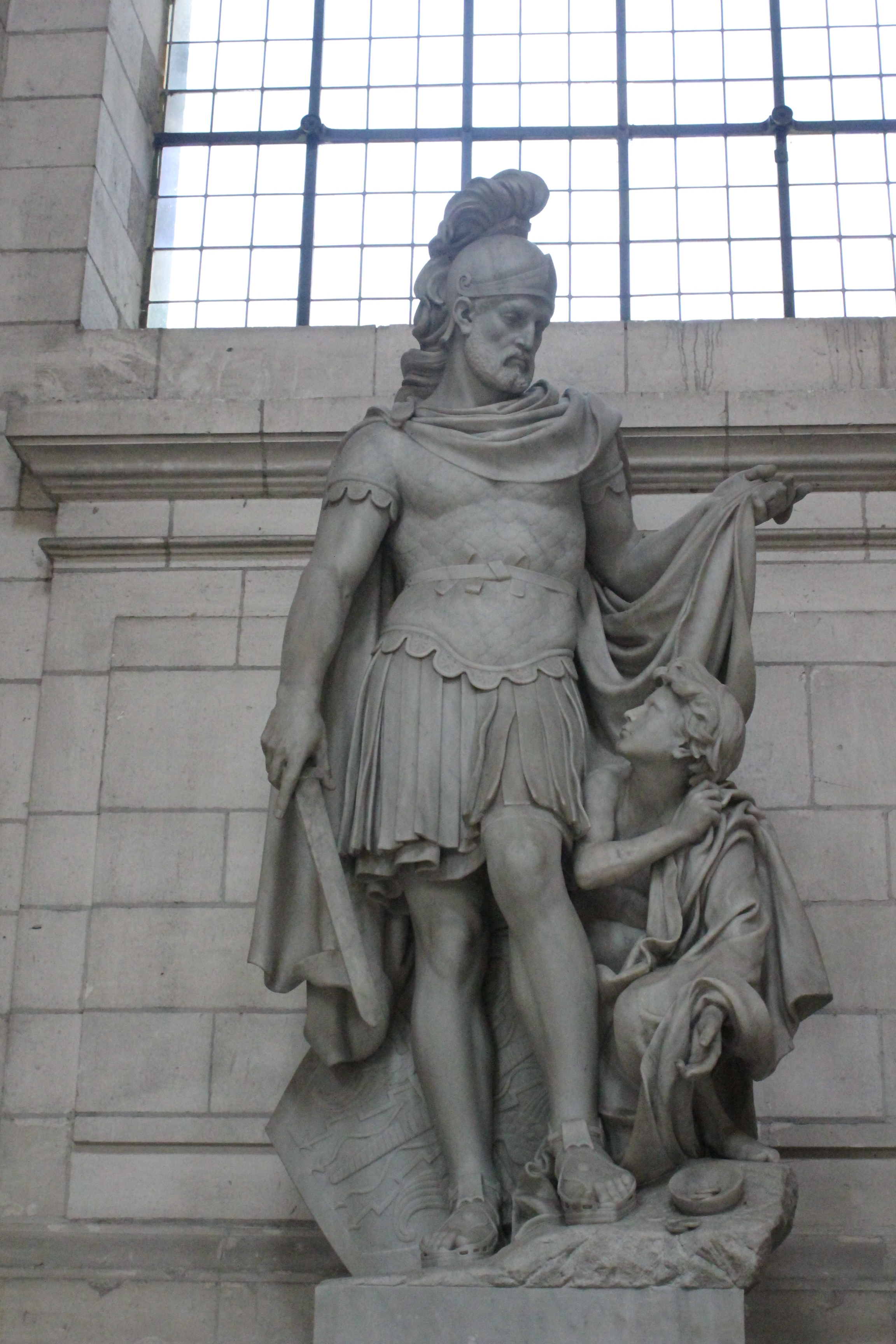
Statue de saint Martin.

- Dans la nef sont exposées huit statues de saints en marbre réalisées dans la deuxième moitié du XIXe siècle. Elles étaient originellement destinées à l'église Sainte-Geneviève de Paris mais lorsqu'en 1885 cette dernière devint le Panthéon, l'État les transféra à Arras. Elles représentent :
  - saint Denis, par Jean-Joseph Perraud[9]
  - saint Rémi, par Jules Cavelier[10]
  - saint Grégoire de Tours, par Emmanuel Frémiet[11]
  - saint Éloi, par Antonin Mercié[12]
  - saint Bernard, par François Jouffroy[13]
  - saint Germain et sainte Geneviève, par Henri Chapu[14]
  - saint Martin, commencée par Paul Cabet, accomplie par Just Becquet[15]
  - saint Jean de Matha, par Ernest-Eugène Hiolle[16]
- Pots à feu au croisement de la nef et des bras du transept[3].
- Autel-retable du XVIIe siècle dans l'ancienne chapelle Saint-Louis[3].
- Autel-retable du XVIIe siècle dans l'ancienne chapelle Saint-Jérôme. Autour du tabernacle, des statuettes d'anges représentent la Foi et l'Espérance[3].
- Gisant de l'abbé de Saint-Vaast Jean Sarazin dans l'ancienne chapelle Saint-Jérôme[3].
- Dans la chapelle de la Vierge :
  - Vierge à l'enfant, réplique en marbre d'une statue de Jean-Pierre Cortot dont l'original se trouve dans l'église du Cœur-Immaculé-de-Marie de Suresnes (Hauts-de-Seine)[3],[17]. Les deux priant suivants sont tournés vers elle.
  - Monument funéraire en marbre blanc en hommage au cardinal Hugues de La Tour d'Auvergne-Lauraguais, par le sculpteur Émile Thomas[3].
  - Monument funéraire en marbre blanc en hommage à l'évêque Pierre-Louis Parisis, par le sculpteur Léon Cugnot[3].

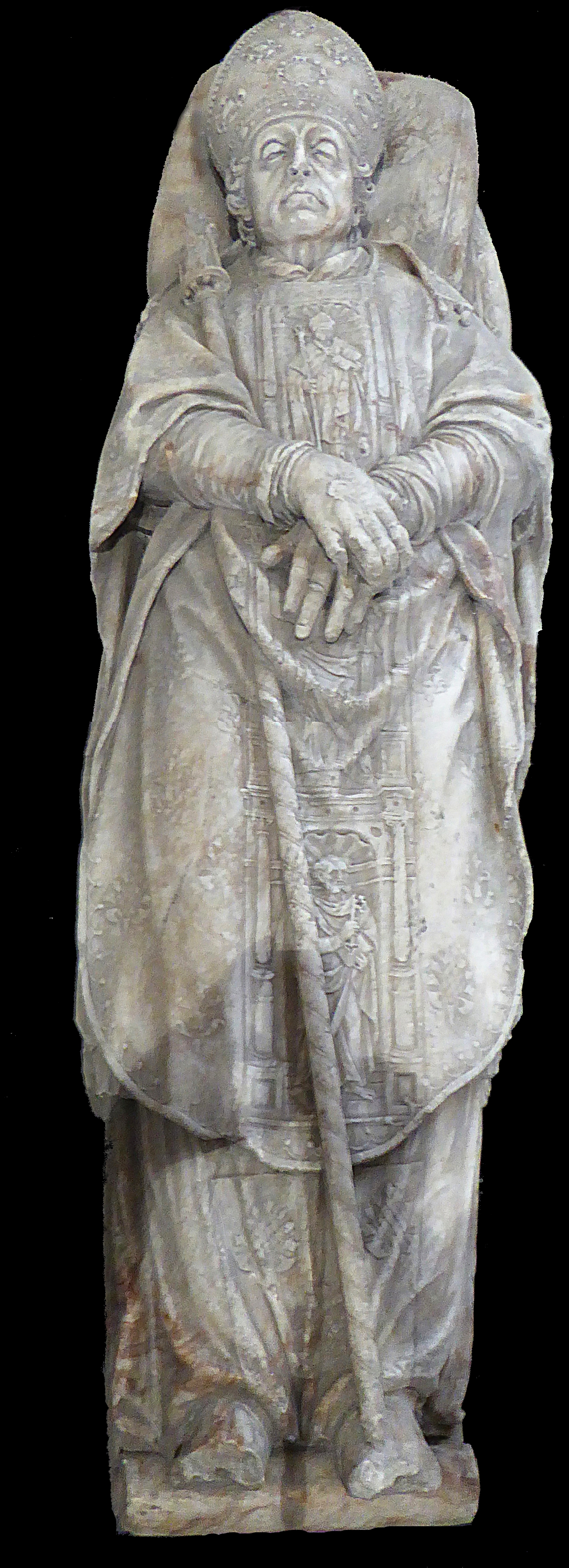
Gisant de Jean Sarazin.
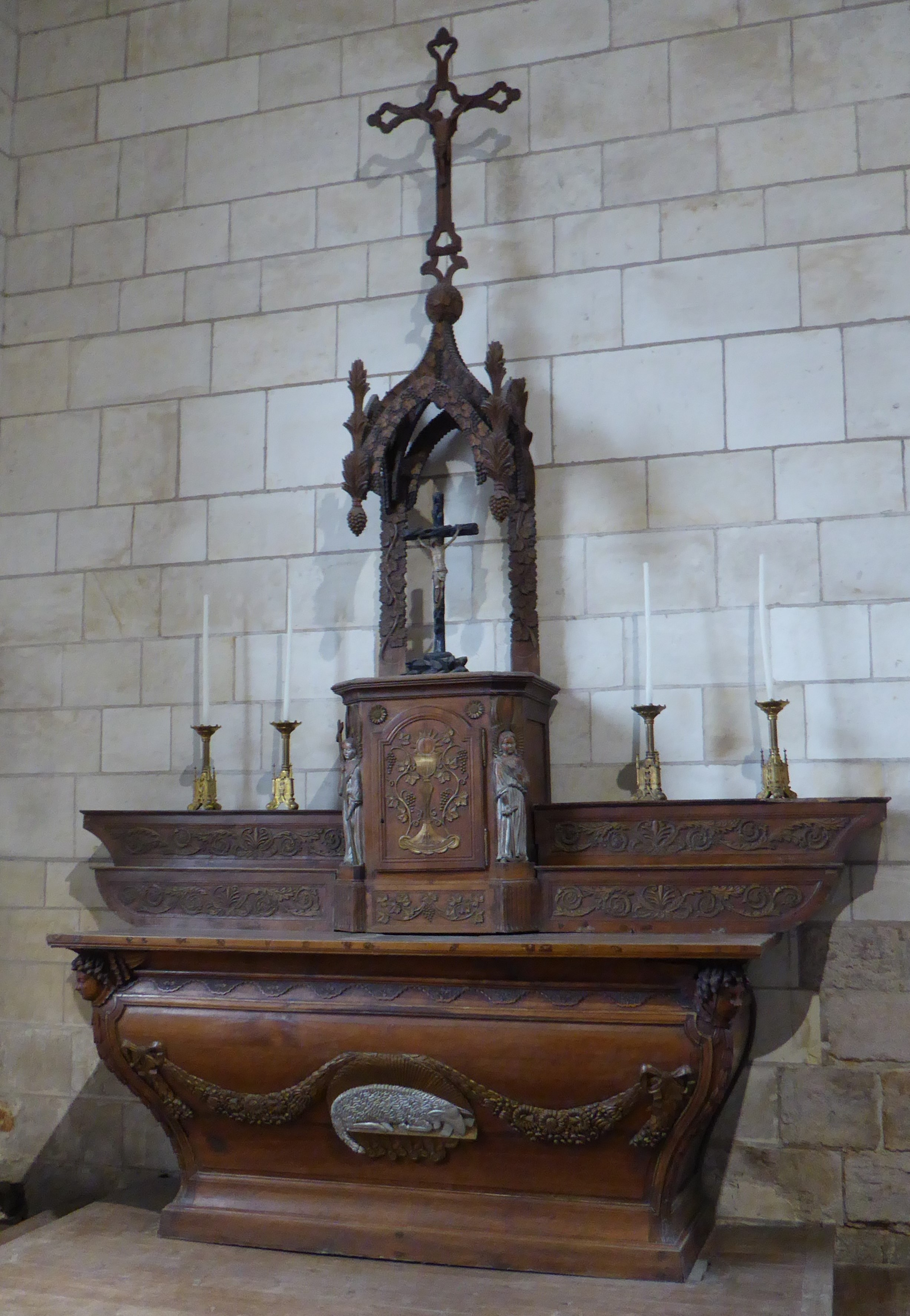
Autel de la chapelle Saint-Jérôme.
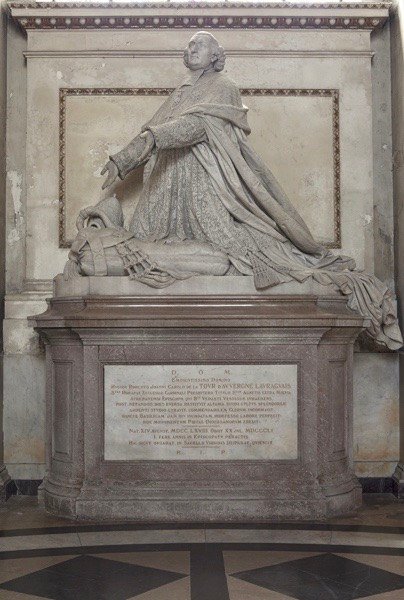
Priant de Hugues de La Tour d'Auvergne-Lauragais.
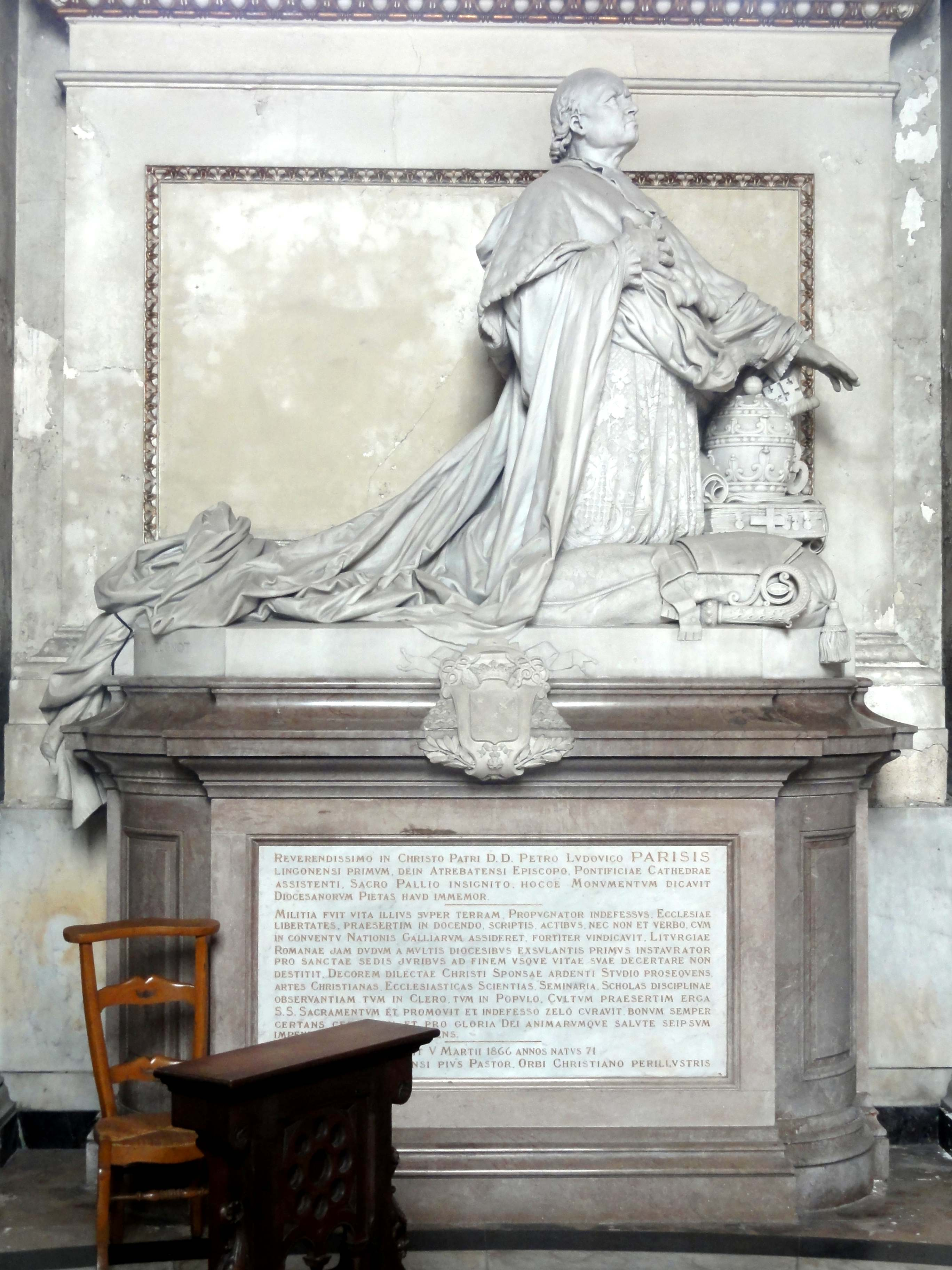
Priant de Pierre-Louis Parisis.
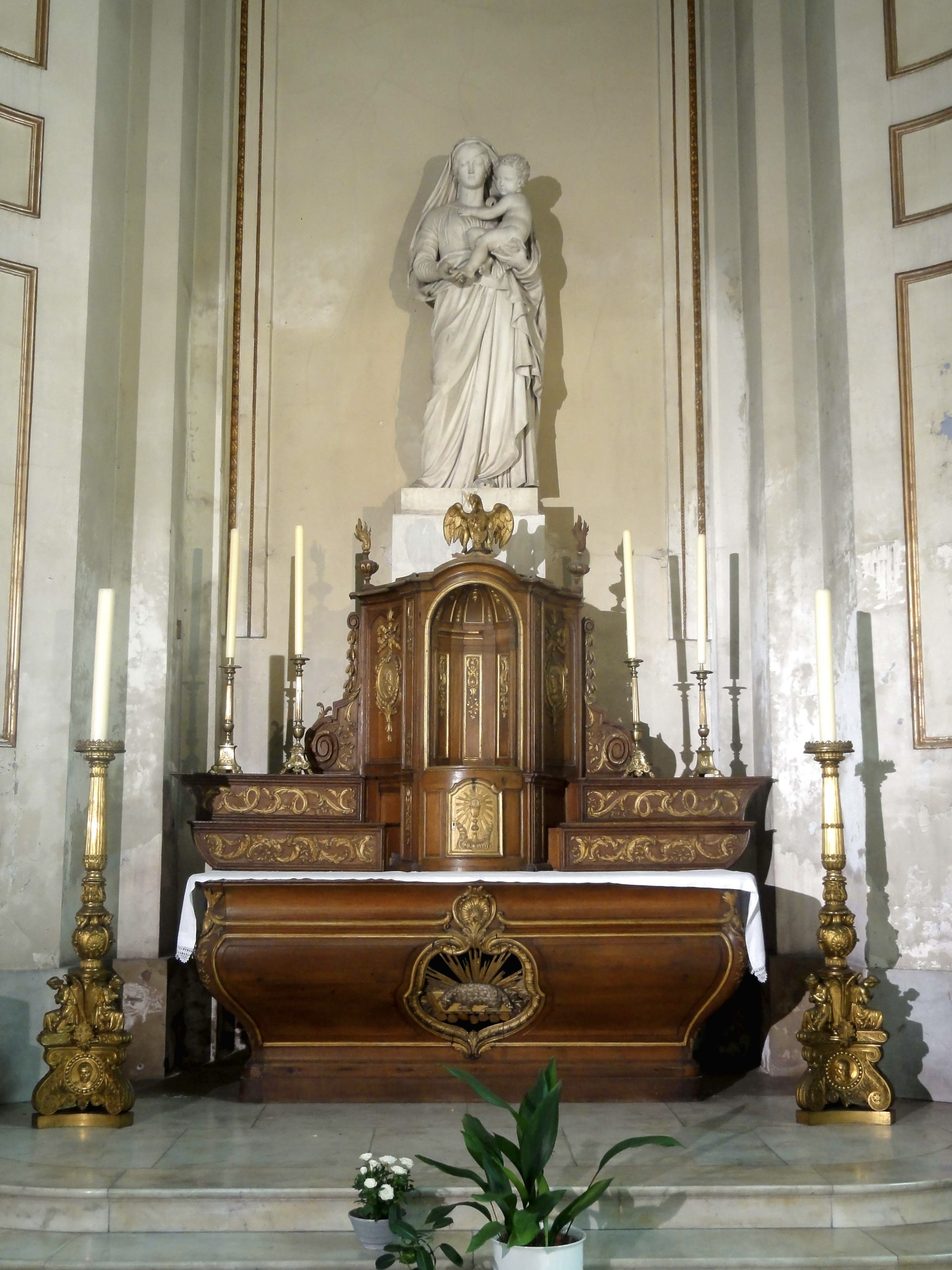
La Vierge à l'enfant.
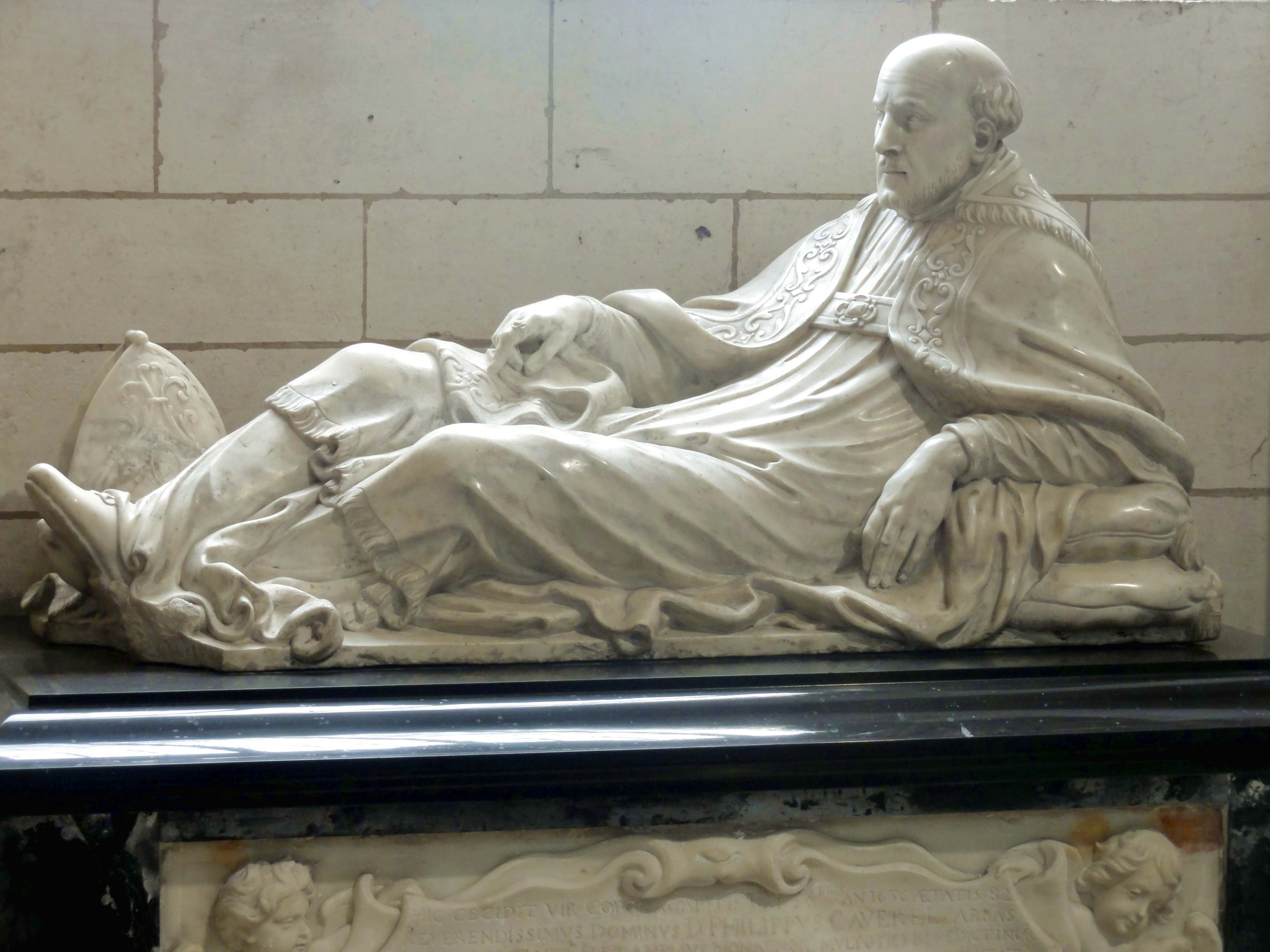
Gisant de Philippe Caverel.

- Dans l'ancienne chapelle Saint-Charles (déambulatoire) :
  - Gisant de l'abbé Philippe Caverel, réalisé entre 1640 et 1660[3].
  - Priant de saint Charles Borromée.
  - Statues du gouverneur Philippe de Torcy et de son épouse Suzanne d'Humières, réalisées dans la deuxième moitié du XVIIe siècle[3].
- Tête de Christ issue du calvaire d'Arras, dans la chapelle du déambulatoire. Il s'agit d'une copie, l'original, datant de la première moitié du XVIIIe siècle, étant conservé dans le trésor de la cathédrale[3].
- Dans la chapelle d'exposition :
  - Christ de pitié en bois réalisée par un artiste local[3].
  - Pietà en céramique (XVIIe ou XVIIIe siècle)[3].
  - Gisant de l'évêque Eugène Julien dans le transept sud, réalisée par Saupique[3].

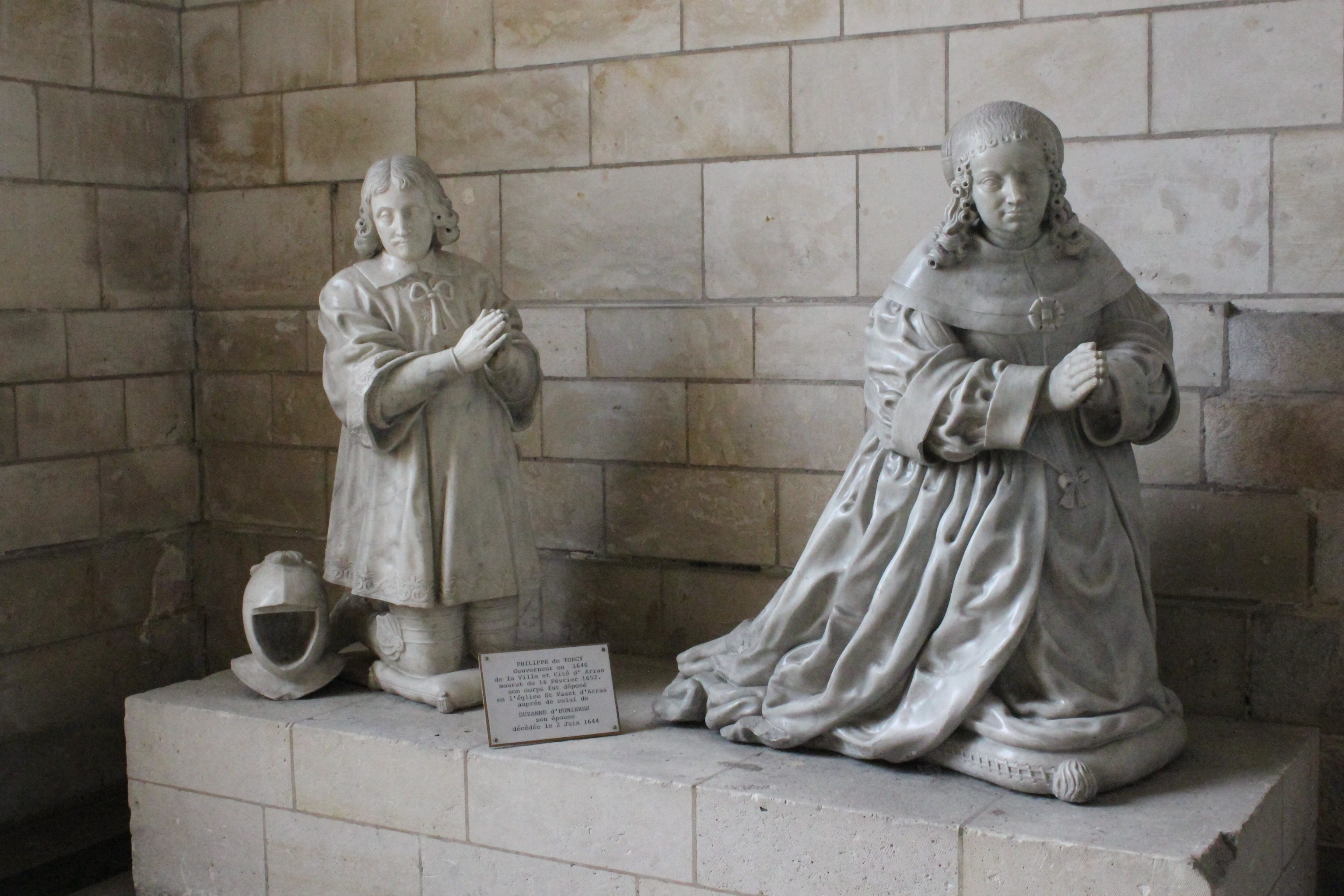
Priant de Philippe de Torcy et Suzanne d'Humières.
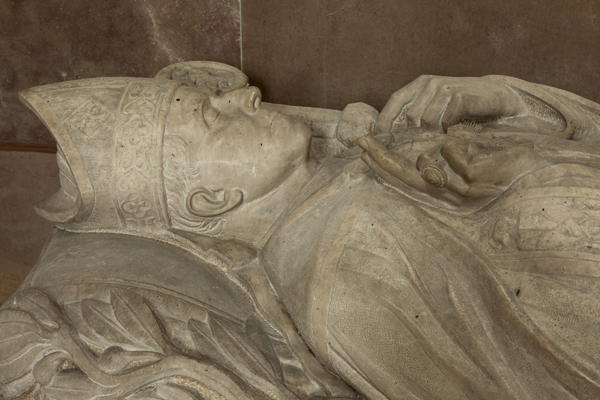
Détail du gisant d'Eugène Julien.

### Peintures
- Nativité dans la nef[3].
- Tableau du Christ en majesté dans la nef[3].
- Toiles consacrées à saint Vaast dans le transept, réalisées l'une par Charles Hollart, l'autre par Henri Marret [3].
- Toile de Henri Marret commémorant le bicentenaire de saint Benoît-Joseph Labre (1949)[3].
- Tapis suspendu pour Charles-Amable de La Tour d'Auvergne-Lauraguais (manufactures d'Aubusson, XIXe siècle)[3].
- Dans la chapelle de la Vierge :
  - Fresque de la coupole représentant les épisodes de la vie de la Vierge, réalisée par Henri Marret (1933)[3].

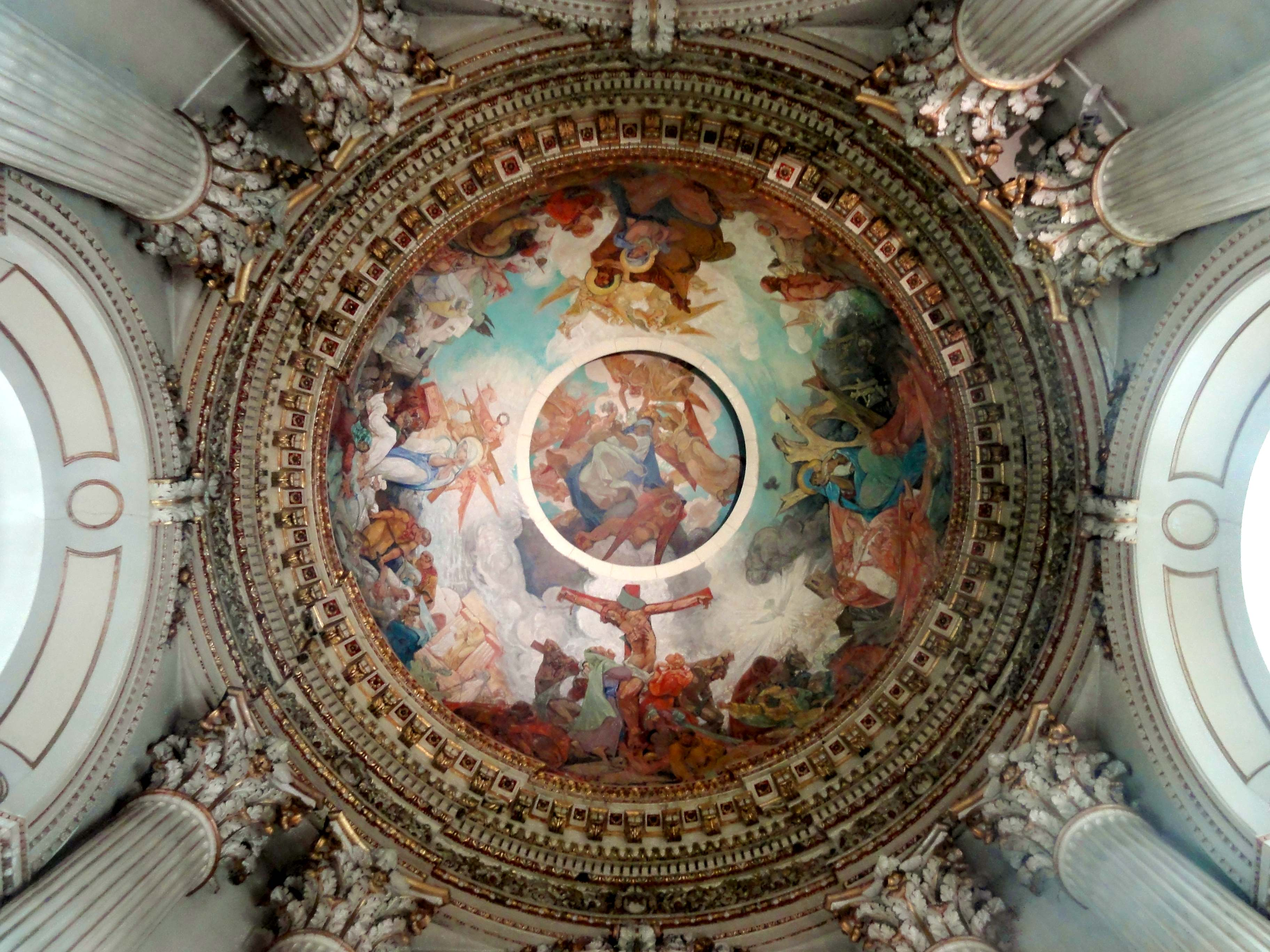
Fresque de la coupole.
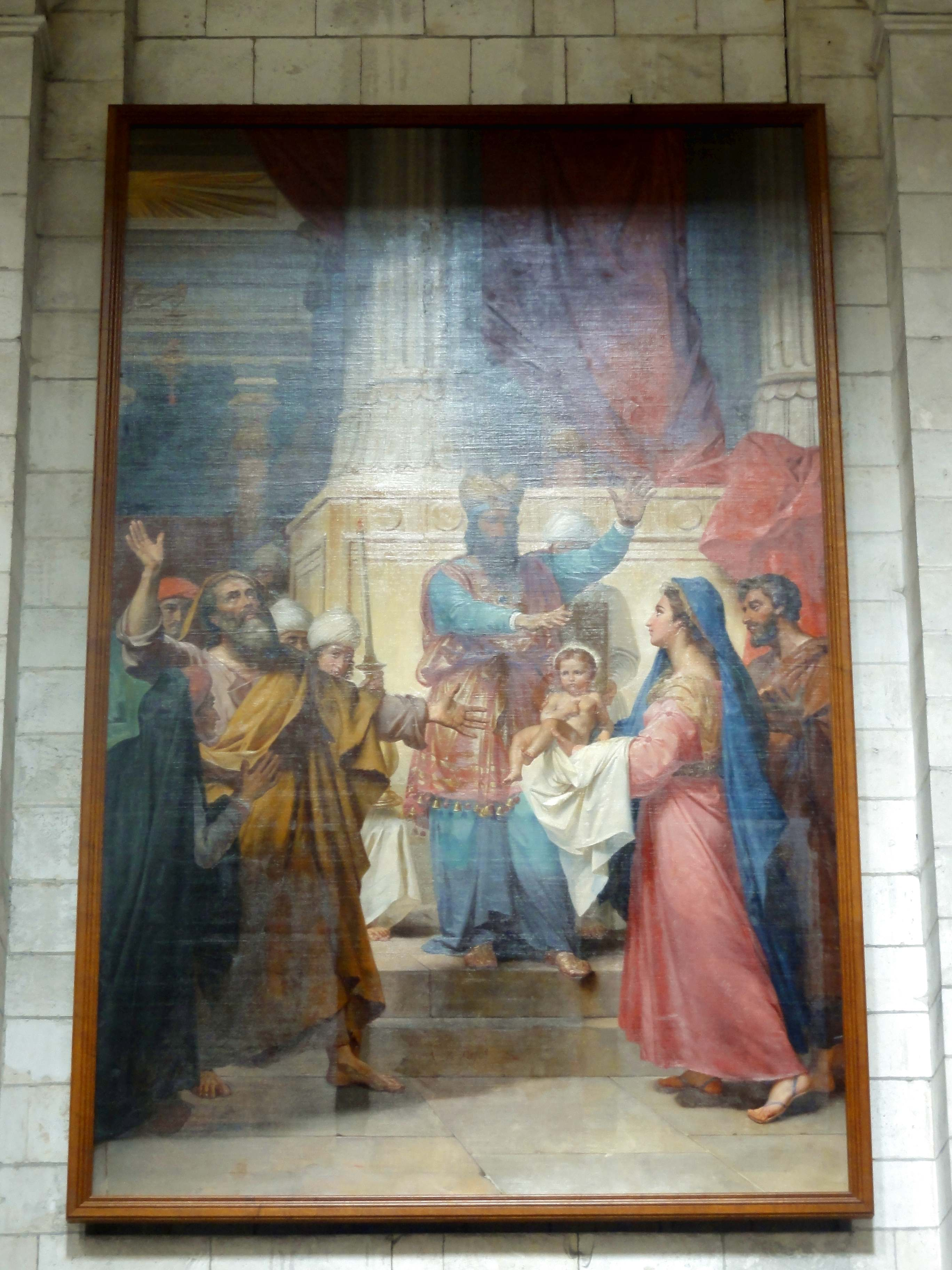
Tableau de la présentation de Jésus au Temple.
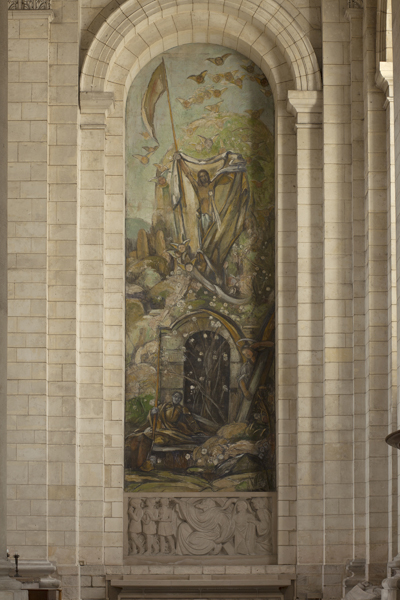
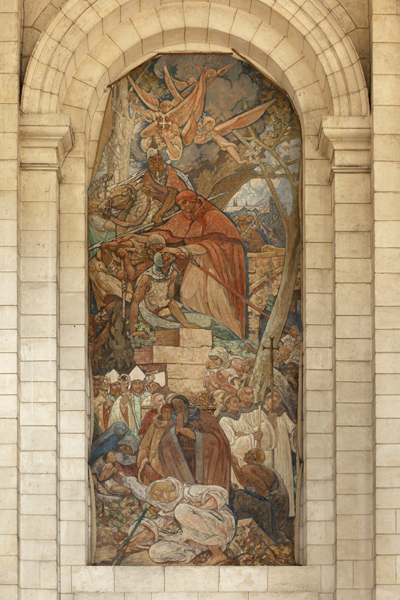
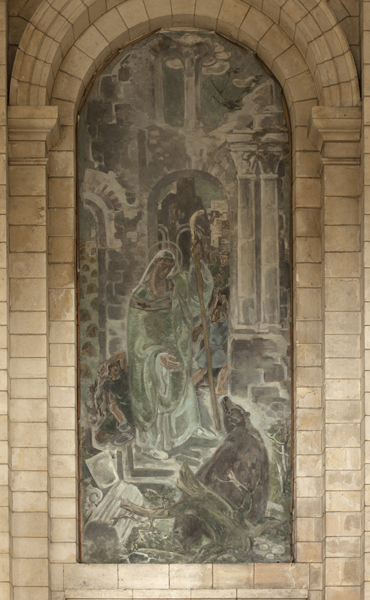
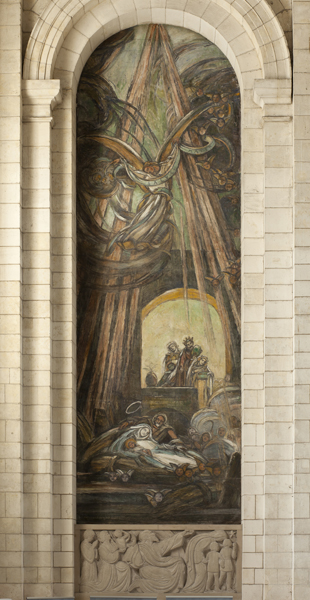

### Vitraux

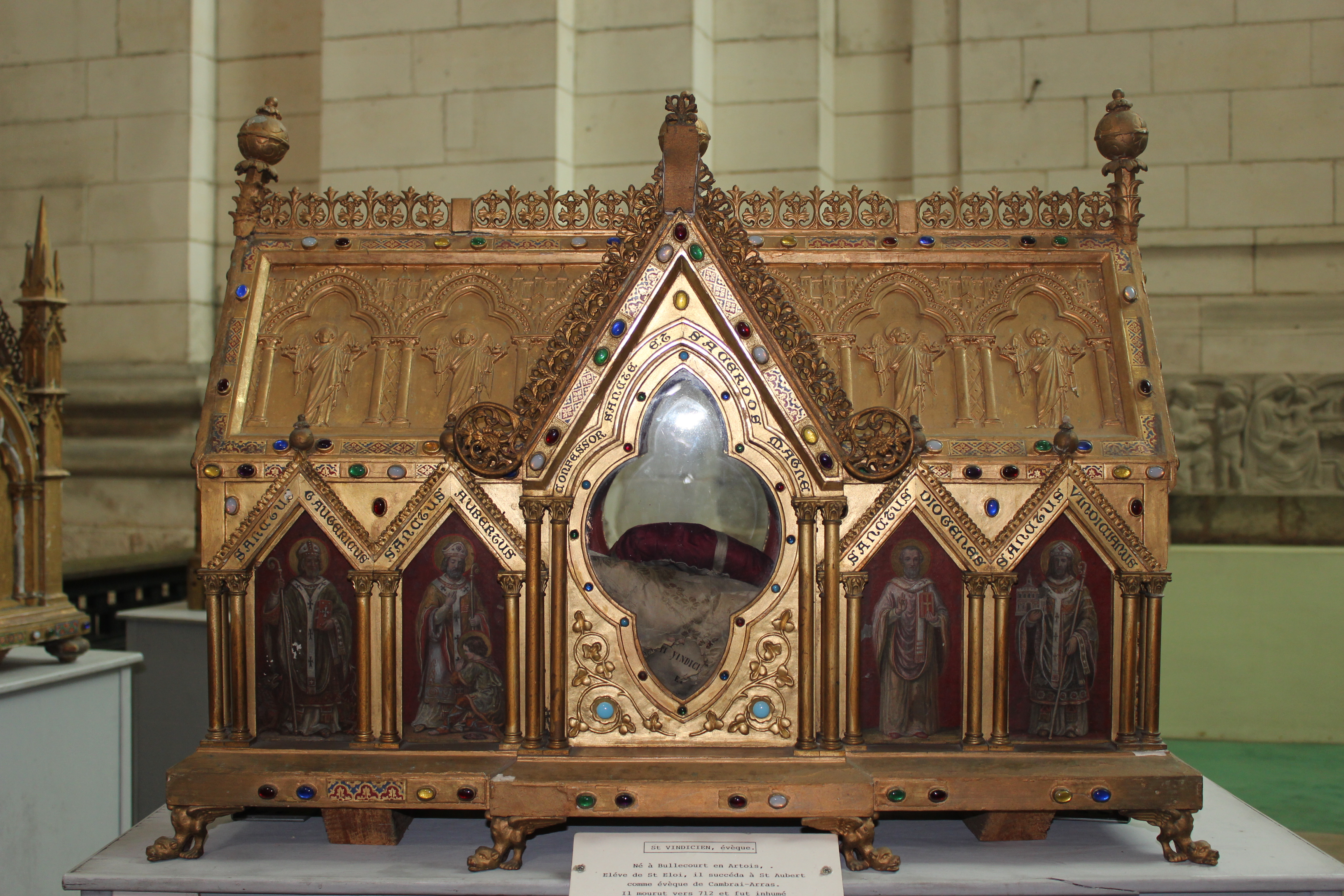
Châsse de saint Vindicien.

- Saint Vaast avec un chien[3].
- Saint Benoît-Joseph Labre.

### Autres
- Six châsses et reliquaires sont exposés dans le bras sud de l'édifice, récupérées de l'ancienne abbaye Saint-Vaast et de l'ancienne cathédrale (dont la châsse de saint Vindicien, celle de saint Vaast, celle de Jacques le Majeur et le reliquaire de saint Aubert)[3].
- Garniture du maître autel comprenant une croix et six chandeliers réalisées par Poussielgue-Rusand (ancienne maison Choiselat-Gallien). Elle provient de l'ancienne église Sainte-Geneviève de Paris, devenu Panthéon en 1885[18]. La précédente garniture, déjà réalisée par Choiselat-Gallien[19], est dispersée entre la cathédrale et d'autres églises[20].